# سينثيا واتروس
سينثيا واتروس (بالإنجليزية: Cynthia Watros)‏ ممثلة أمريكية من مواليد 2 سبتمبر 1968، حاصلة على جائزة الإيمي 1998 لأفضل ممثلة رئيسية في مسلسل درامي عن مسلسل الضوء الهادي، كما حصلت على جائزة نقابة ممثلي الشاشة 2005 لأفضل مجموعة في مسلسل درامي عن دورهم في مسلسل لوست.

## روابط خارجية
- سينثيا واتروس على موقع IMDb (الإنجليزية)
- سينثيا واتروس على موقع ألو سيني (الفرنسية)
- سينثيا واتروس على موقع إن إن دي بي (الإنجليزية)
- سينثيا واتروس على موقع قاعدة بيانات الفيلم (الإنجليزية)
- سينثيا واتروس على موقع كينوبويسك (الروسية)